# Rosa 'Kathryn Morley'
'Kathryn Morley' ('AUSclub' es el nombre del obtentor registrado) es un cultivar de rosa que fue conseguido en Reino Unido en 1990 por el rosalista británico David Austin.

## Descripción
'Kathryn Morley' es una rosa moderna cultivar del grupo « English Rose Collection ».
El cultivar procede del cruce de 'Mary Rose'® x 'Chaucer'.
Las formas arbustivas del cultivar tienen porte erguido que alcanza más de 75 a 185 cm de alto con 105 a 120 cm de ancho. Las hojas son de color verde oscuro mate de tamaño medio, follaje coriáceo.
Sus delicadas flores de color rosa suave a un rosa más pálido en los pétalos exteriores. Fragancia suave. Forma de floración doble muy acusada.
Florece de una forma prolífica, floración en oleadas a lo largo de la temporada.

## Origen
El cultivar fue desarrollado en Reino Unido por el prolífico rosalista británico David Austin en 1990. 'Kathryn Morley' es una rosa híbrida con ascendentes parentales de cruce de 'Mary Rose'® x 'Chaucer'.
El obtentor fue registrado bajo el nombre cultivar de 'AUSclub' por David Austin en 1990 y se le dio el nombre comercial de exhibición 'Kathryn Morley'™.
También se le reconoce por los sinónimos de 'AUSclub', y 'AUSvariety'.
- La rosa fue conseguida antes de 1990 e introducida en el Reino Unido por David Austin Roses Limited (UK) en 1990 como 'Kathryn Morley'.[1]
- La rosa 'Kathryn Morley' fue introducida en Estados Unidos con la patente "United States - Patent No: PP 8,814  on  5 Jul 1994/Application No: 07/955,911  on  30 Sep 1992".[1]
- La rosa 'Kathryn Morley' fue introducida en Nueva Zelanda con la patente "New Zealand - Patent No: 956  on  19 May 1995".[1]

## Cultivo
Aunque las plantas están generalmente libres de enfermedades, es posible que sufran de punto negro en climas más húmedos o en situaciones donde la circulación de aire es limitada.
Se desarrollan mejor a pleno sol. En América del Norte son capaces de ser cultivadas en USDA Hardiness Zones 5b a 10b. La resistencia y la popularidad de la variedad han visto generalizado su uso en cultivos en todo el mundo.
Puede ser utilizado para las flores cortadas, jardín o portador guía. Vigorosa. En la poda de Primavera es conveniente retirar las cañas viejas y madera muerta o enferma y recortar cañas que se cruzan. En climas más cálidos, recortar las cañas que quedan en alrededor de un tercio. En las zonas más frías, probablemente hay que podar un poco más que eso. Requiere protección contra la congelación de las heladas invernales.